# Sparkasse Höxter
Die Zweckverbandssparkasse Höxter war eine öffentlich-rechtliche Sparkasse im Kreis Höxter (Nordrhein-Westfalen) mit Sitz in Brakel. Im Geschäftsverkehr trug sie die Kurzbezeichnung „Sparkasse Höxter“. Träger war der Sparkassenzweckverband, bestehend aus dem Kreis Höxter, der Stadt Höxter und der Stadt Warburg.

## Geschichte

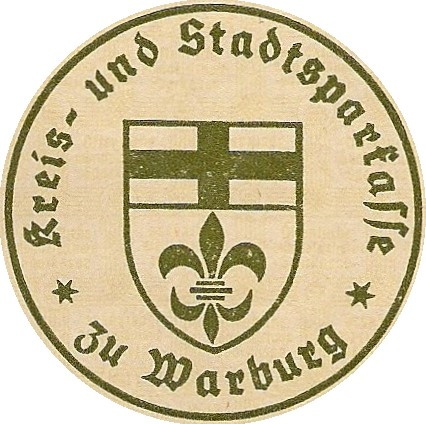
Siegel der ehem. Kreis- und Stadtsparkasse zu Warburg (Nov. 1974)

Das älteste Vorgängerinstitut ist die am 1. Dezember 1848 gegründete Kreis-Sparkasse zu Brakel. Und obwohl der Kreis Brakel bereits vierzehn Jahre zuvor am 1. Januar 1832 mit dem damaligen Kreis Höxter der preußischen Provinz Westfalen zusammengeschlossen wurde, erfolgte auf Initiative des Rates der Stadt Brakel gemeinsam mit dem Kreis die Gründung dieser Kreis-Sparkasse zu Brakel, die in den Grenzen des aufgelösten Landkreises die Geschäftstätigkeit aufnahm.
Am 1. April 1973 entstand durch Fusion mit der Stadtsparkasse Höxter die gemeinsame Kreis- und Stadtsparkasse Höxter in Brakel, deren Gewährträger der Kreis Höxter, die Stadt Höxter sowie die Stadt Brakel waren und deren Geschäftsgebiet nun den ganzen Kreis Höxter umfasste.
Ein Jahr nach der Gebietsreform vom 1. Januar 1975 mit der Zusammenlegung der bisherigen Gewährträger, der beiden Altkreise Höxter und Warburg, schlossen sich zum 1. Januar 1976 die Kreis- und Stadtsparkasse Höxter in Brakel und die Kreis- und Stadtsparkasse zu Warburg zur gemeinsamen Sparkasse Höxter zusammen. Die Stadt Brakel trat dem Sparkassenzweckverband nicht bei und schied als Gewährträgerin aus.
Für die gemeinsame Sparkasse Höxter wurde die Bankleitzahl 47251550 (zugeordnet dem LZB-Bankplatz Paderborn) der Kreis- und Stadtsparkasse Höxter übernommen und die Bankleitzahl 47450010 des Warburger Institutes am LZB-Bankplatz Warburg wurde aufgegeben.

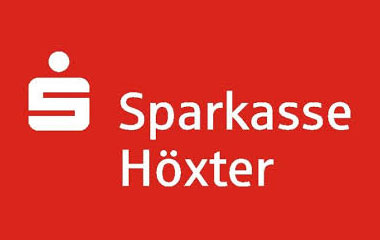
Logo der ehem. Sparkasse Höxter (bis 31. März 2023)

Am 1. April 2023 hat die Sparkasse Höxter mit der Sparkasse Paderborn-Detmold und der Stadtsparkasse Delbrück zur Sparkasse Paderborn-Detmold-Höxter fusioniert, damit wird das bisherige Logo der vormals eigenständigen Sparkasse aus dem Geschäftsgebiet sukzessive verschwinden.

## Organisation
Als Anstalt des öffentlichen Rechts unterlag die Sparkasse Höxter dem Sparkassengesetz NRW. Die zuständige Aufsichtsbehörde ist die Bundesanstalt für Finanzdienstleistungsaufsicht (BaFin) mit Sitz in Bonn. Die Sparkasse Höxter war Mitglied im Sparkassenverband Westfalen-Lippe (SVWL) und über diesen dem Deutschen Sparkassen und Giroverband (DSGV) angeschlossen. Die Organe der Sparkasse waren die Zweckverbandsversammlung, der Verwaltungsrat und der Vorstand.

## Geschäftstätigkeit
Die Sparkasse Höxter betrieb als Sparkasse das Universalbankgeschäft. Sie war Marktführer in ihrem Geschäftsgebiet. Die Sparkasse Höxter war das größte eigenständige Kreditinstitut im Kreis Höxter und als einziges in allen zehn Städten des Kreises mit Filialen vertreten.
Im Geschäftsjahr 2020 wies die Sparkasse Höxter eine Bilanzsummer 1,818 Mrd. Euro aus und verfügte über Kundeneinlagen von 1,42 Mrd. Euro. In der Sparkassenrangliste des Jahres 2020 lag sie nach Bilanzsumme auf Platz 245 und beschäftigte in den 20 Filialen und Selbstbedienungsstandorten 325 Mitarbeiter.

## Einlagensicherung
Sämtliche Einlagen bei der Sparkasse Höxter (Tages-, Termin- und Spareinlagen sowie Inhaberschuldverschreibungen) sind durch den Haftungsverbund der Sparkassen-Finanzgruppe gesichert.

## Sparkassenstiftung für den Kreis Höxter
Die Sparkasse Höxter hat die „Sparkassenstiftung für den Kreis Höxter“ errichtet. Die Stiftung ist Ausdruck des kulturellen und sozialen Engagements der Sparkasse Höxter sowie ihrer Verantwortung für das Gemeinwohl.
Alle im Kreis Höxter ansässigen und aktiven gemeinnützigen Vereinigungen können Anträge auf Unterstützung von Projekten einreichen, die im Bereich der Kunst, der Heimatpflege, der Behinderten- und Altenhilfe sowie der Jugendhilfe, dem Sport und dem Umwelt- und Naturschutz liegen. Die Projekte müssen dem Gedanken der Nachhaltigkeit entsprechen; sie dürfen noch nicht begonnen oder abgeschlossen sein. Die Stiftung kann auch eigene Projekte mit regionaler Bedeutung durchführen.